# Вестлунд, Уоррен
Уоррен Дехейвен Вестлунд (англ. Warren DeHaven Westlund; 20 августа 1926, Олимпия — 13 февраля 1992, Сиэтл, Вашингтон) — американский гребец, выступавший за сборную США по академической гребле в конце 1940-х годов. Чемпион летних Олимпийских игр в Лондоне, победитель и призёр многих студенческих регат.

## Биография
Уоррен Вестлунд родился 20 августа 1926 года в городе Олимпия, штат Вашингтон.
Занимался академической греблей во время учёбы в Вашингтонском университете в Сиэтле, состоял в местной гребной команде «Вашингтон Хаскис», неоднократно принимал участие в различных студенческих регатах.
Наивысшего успеха в гребле на международном уровне добился в сезоне 1948 года, когда вошёл в основной состав американской национальной сборной и благодаря череде удачных выступлений удостоился права защищать честь страны на летних Олимпийских играх в Лондоне. В составе экипажа-четвёрки с рулевым в финале обошёл всех своих соперников, в том числе на три секунды опередил ближайших преследователей из Швейцарии, и тем самым завоевал золотую олимпийскую медаль.
Впоследствии основал собственную компанию по продаже автомобилей Warren Westlund Buick-GMC, участвовал в деятельности ряда организаций, связанных с автомобильным бизнесом.
Продолжал участвовать в соревнованиях по академической гребле в качестве организатора. В течение многих лет входил в совет гребных стюардов Вашингтонского университета. За выдающиеся достижения в гребле в 1981 году введён в Зал славы спорта Вашингтонского университета.
Умер 13 февраля 1992 года в Сиэтле в возрасте 65 лет.